# 鷲敷ライン

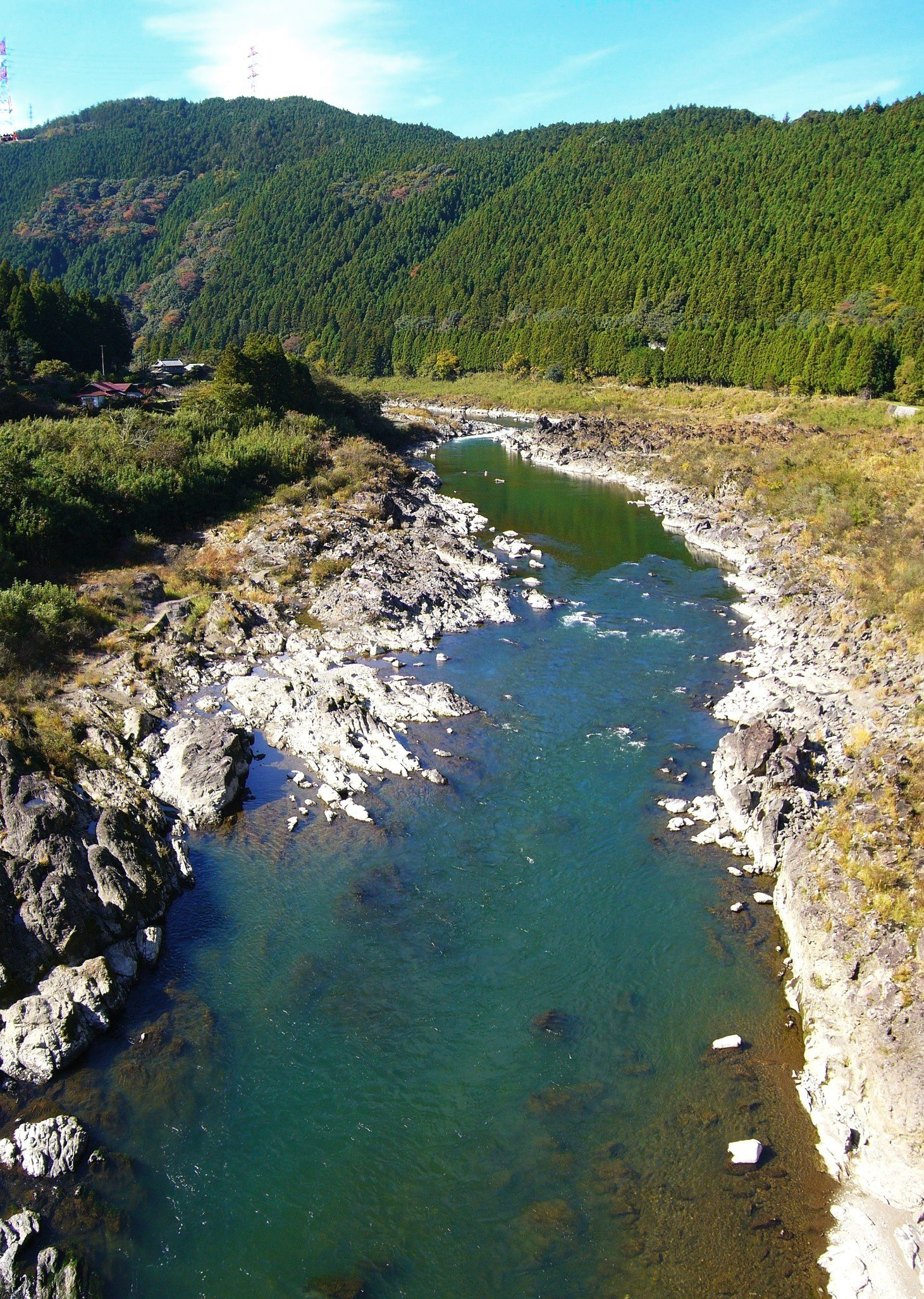

鷲敷ライン（わじきライン）は、徳島県那賀郡那賀町百合細渕から同町和食郷字田野観音を流れる那賀川に位置する渓流。県指定名勝。東山渓県立自然公園指定。四国のみずべ八十八カ所、とくしま88景、とくしま水紀行50選選定。

## 概要
四万十層群の砂岩でできた奇岩奇石の景勝地で、阿波八景十二勝の一つに数えられており、急流や自然の削磨による怪石など、絶景を誇る那賀川の渓流である。
かつては観光用の川下り舟が運行されていたが、船頭の高齢化やダムにより川が濁ることが増えたことなどから昭和50年代に運航は中止されている。
近年ではカヌー競技においての国民体育大会会場やカヌーの全国大会なども開催されており、カヌー競技の大会の地としても知られている。キャンプ場にもその名は使われている。

## アクセス
- 徳島バス丹生谷線川口行き「百合上」下車より徒歩約2分。